# Allium trichocnemis
Allium trichocnemis är en amaryllisväxtart som beskrevs av Jacques Étienne Gay. Allium trichocnemis ingår i släktet lökar, och familjen amaryllisväxter. Inga underarter finns listade i Catalogue of Life.